# Patrouillenreiter
Seit der Armee XXI gibt es bei den Train- und Veterinärtruppen der Schweizer Armee die Möglichkeit zur Sonderausbildung Patrouillenreiter.

## Ausbildung
Die Kandidaten werden im Allgemeinen in den ersten drei Wochen der Rekrutenschule bei den Veterinärtruppen im Kompetenzzentrum Veterinärdienst und Armeetiere bestimmt. In der vierten Woche findet dann die erste Selektionierung und eine erste grosse Schulung statt. Wer nach dieser Spezialwoche noch dabei ist, hat dann während der restlichen 14 Wochen Rekrutenschule neben der normalen militärischen Ausbildung auch die spezielle Ausbildung zum Patrouillenreiter.
Dazu gehören Reitstunden in Dressur, Springen und Verbandreiten, Distanzritte, erweiterter Wachdienst und Einsatzübungen. Zur fachlichen Ausbildung gehören unter anderem Zusammenstellung der Vollpackung des Ordonnanzsattels mit Gewehrhalfter sowie auch dessen Demontage. Ausbildung an Restlichtverstärker, Funkgeräten, Kartenlehre usw.

## Einsatz
Die Patrouillenreiter können zur Geländeüberwachung eingesetzt werden. Sei es im Inland oder entlang der Landesgrenze. Die Reiter können dabei zu viert oder zu zweit sein. „Keinen direkten Kontakt mit einer verdächtigen Person“, so lautet der Grundsatz. Die Aufgabe besteht lediglich aus dem Beobachten und dem Melden, wobei sich das Freibergerpferd als sehr gutes und effektives Mittel dafür eignet.

## Ausrüstung
Die Ausrüstung besteht aus dem Ordonanzsattel mit Vollpackung, Zaumzeug und Feldhalfter beim Pferd. Die Ausrüstung des Reiters besteht aus Grundtrageinheit, jedoch ohne Schutzmaskentasche, Reit- oder Stahlhelm und Sturmgewehr (im Gewehrholster verstaut).